# Montanhas Palandoquene
As montanhas Palandoquene (em turco: Palandöken Dağları; em armênio: Փալանթոքյան; romaniz.: P’alant’vok’yan) ou Aispitecunque (em armênio: Այծպտկունք; romaniz.: Aycp[y]tkunk’) são uma cadeia montanhosa do planalto Armênio localizada na província de Erzurum, na Turquia, a leste das montanhas Aras. São divididas pelos vales dos afluentes do Cara Su e do Aras e se estendem por 60 quilômetros de leste a oeste.
O ponto mais alto das Palandoquene, o monte Palandoquene (Palandöken Dağı), tem 3124 metros de altitude e está a 8-10 quilômetros da cidade de Erzurum. Suas encostas ao norte descem às planícies de Erzurum e Bassiana, as do oeste à planície de Derzena e as do sul à depressão do Alto Aras. É formada por sedimentos mesozoicos e rochas vulcânicas parcialmente antropogênicas. Sua superfície é coberta por vegetação de estepe e prados.